# Sandra Wu
Sandra Wu (* 16. Mai 1976) ist eine ehemalige malaysische Squashspielerin und heutige -trainerin.

## Karriere
Sandra Wu spielte vor allem in den 1990er-Jahren auf der WSA World Tour. Sie wurde 1991, 1993 und 1995 Asienmeisterin bei den Juniorinnen. In den Jahren 1992, 1994 und 1998 erreichte sie auch auf Profiebene jeweils das Finale der Asienmeisterschaft, verlor aber sämtliche Partien. 1992 und 1994 unterlag sie Mah Li Lian, 1998 wurde sie von Nicol David besiegt. Mit der Mannschaft gewann sie 1996 und 1998 den Titel. Außerdem gehörte sie bei der Weltmeisterschaft 1992 und bei den Commonwealth Games 1998 zum Kader der Nationalmannschaft. Im Einzel stand sie 1990 und 1992 im Hauptfeld der Weltmeisterschaft, wo sie beide Male in der ersten Runde ausschied.
Nach ihrer Spielerkarriere begann sie als Squashtrainerin zu arbeiten. Ab 2005 war sie Trainerin der malaysischen Juniorennationalmannschaften, 2007 wechselte sie zum Verband von Singapur und bekleidete bis 2016 verschiedene Positionen, darunter die der Nationaltrainerin der Männer und Frauen. Gemeinsam mit Della Lee betreibt sie eine Squashakademie in Singapur. Wu hat einen Bachelorabschluss von der Northumbria University in Marketing Administration.

## Erfolge
- Vizeasienmeisterin: 1992, 1994, 1998
- Asienmeisterin mit der Mannschaft: 1996, 1998